# Bitva u Entrammes
Bitva u Entrammes byla jednou z bitev francouzských revolučních válek konkrétně vzpoury ve Vendée. Bitva se odehrála 27. října 1793 mezi francouzskou republikánskou armádou vedenou generálem Léchellem a royalisty vedenými Henrim de La Rochejacquelein u města Entrammes v departementu Mayenne. Skončila vítězstvím royalistů.